# Kloster Paradies (Mauchenheim)
Das Kloster Paradies war vom 12. Jahrhundert bis 1559 ein Kloster der Zisterzienserinnen in Mauchenheim bei Alzey in Rheinland-Pfalz.

## Geschichte
Das (laut Germania Sacra) 1262 erstmals genannte Kloster beherbergte nachweislich Zisterzienserinnen zwischen 1356 und 1418. Andere Quellen sprechen von einer Gründung im 12. Jahrhundert (um 1175), weitere bezeugen eine Vereinigung mit dem unweit gelegenen Kloster Sion (Mauchenheim) im Jahre 1350. Ab 1418 gehörte der Konvent zum Kloster Disibodenberg. 1525 wurde das Kloster während des pfälzischen Bauernkriegs zerstört und 1559 aufgehoben.